# McMinnville (Oregon)
McMinnville – miasto (city), ośrodek administracyjny hrabstwa Yamhill, w północno-zachodniej części stanu Oregon, w Stanach Zjednoczonych, położone nad rzeką South Yamhill. W 2010 roku miasto liczyło 32 187 mieszkańców.
Pierwsi osadnicy przybyli tu w 1844 roku. Miasto założone zostało w 1876 roku jako town, a następnie w 1882 jako city.
Lokalna gospodarka opiera się na przemyśle drzewnym i spożywczym. Począwszy od lat 80. XX wieku w okolicy rozwinęło się winiarstwo.
Znajduje się tutaj uczelnia Linfield College (zał. 1849) oraz muzeum lotnicze Evergreen Aviation & Space Museum.